# AS Huningue
Die AS Huningue (offiziell Association Sportive de Huningue 1919) ist ein französischer Fußballverein aus der Gemeinde Huningue (deutsch Hüningen) im elsässischen Département Haut-Rhin.

## Geschichte
Die AS Huningue wurde 1919 in der Gemeinde Huningue gegründet, die direkt am deutsch-französisch-schweizerischen Dreiländereck liegt.
Der Verein spielte von 1924 bis 1927 drei Spielzeiten in der höchsten französischen Regionalklasse, der elsässischen Ehrendivision (Division d´Honneur Alsace).
Während der deutschen Besetzung Frankreichs im Zweiten Weltkrieg von 1940 bis 1944 nahmen die Fußballvereine aus Elsaß-Lothringen am Spielbetrieb des Deutschen Reichs teil. Die AS Huningue trat in dieser Zeit als FC Hüningen an und schaffte 1943 den Aufstieg in die Gauliga Elsaß. In der Spielzeit 1943/44 belegte der FC Hüningen den dritten Rang. In der Spielzeit 1944/45 fand kriegsbedingt kein Spielbetrieb mehr statt. Seit 1945 spielte der Verein wieder als AS Huningue im französischen Ligensystem.
In der wegen der COVID-19-Pandemie vorzeitig abgebrochenen Saison 2019/20 spielte der Verein in der Staffel F der Liga Grand Est Régional 2, die zur siebten französischen Ligenebene gehört.